# قائمة إصدارات الطوابع البريدية في عدن (1937-1939)
عَدَن هي مدينة يمنية تقع على ساحل خليج عدن وبحر العرب في جنوب البلاد، وهي العاصمة الاقتصادية لليمن، وثاني أهم مدينة يمنية بعد صنعاء، شهدت عدن أحداثاً تاريخية هامة، وعرفت بأنها عين اليمن.
احتلت بريطانيا مدينة عدن في يناير 1839، وبقيام ثورة 14 أكتوبر عام 1963، أعلنت بريطانيا أنها ستخرج من عدن عام 1968.

### إصدارات الطوابع البريدية لسنة 1937
صدرت عدة إصدارات لعام 1937 ابرزها الدَّهْو أو الداو سفينة شراعية عربية تقليدية ذات شراع مثلث واحد أو أكثر تُستخدم بشكل أساسي على سواحل بحر العرب وشرق إفريقيا ويتكون طاقم الدهو من 12 فرد بينما تحمل الأحجام الأكبر من طواقم مكونه من 30 فرد.
صدرت الطوابع بالفئات التالية:
- ½ آنا هندية
- 1 آنا هندية
- 2 آنا هندية
- 2½ آنا هندية
- 3 آنا هندية
- 3½ آنا هندية
- 8 آنا هندية
- 1 روبية
- 2 روبية
- 5 روبية
- 10روبية
- 9 باي هندية

| # | الرمز | العملة       |
| - | ----- | ------------ |
| 1 | A     | آنا- هندية   |
| 2 | P     | باي- هندية   |
| 3 | ₹     | روبية- هندية |

| دليل الطوابع             | المختصر (الرمز) |
| ------------------------ | --------------- |
| دليل ميشيل للطوابع       | Mi              |
| دليل سكوت للطوابع        | Sn              |
| دليل إيفرت وتيلييه       | Yt              |
| دليل طوابع ستانلي جيبونز | Sg              |

| الوصف                                              | صورة الطابع | تاريخ طرحه التداول | رموز دليل لطوابع | القيمة    | الحالة |
| -------------------------------------------------- | ----------- | ------------------ | ---------------- | --------- | ------ |
| طابع بريدي من سلسة الداو. لون الطابع اخضر اصفر.    |             | 1 أبريل 1937       | Mi: AD 1         | ½ آنا     | مثقب   |
| طابع بريدي من سلسة الداو. لون الطابع بني داكن.     |             | 1 أبريل 1937       | Mi: AD 3         | 1 آنا     | مثقب   |
| طابع بريدي من سلسة الداو. لون الطابع قرمزي.        |             | 1 أبريل 1937       | Mi: AD 4         | 2 آنا     | مثقب   |
| طابع بريدي من سلسة الداو. لون الطابع أزرق فاتح.    |             | 1 أبريل 1937       | Mi: AD 5         | 2½ آنا    | مثقب   |
| طابع بريدي من سلسة الداو. لون الطابع قرمزي.        |             | 1 أبريل 1937       | Mi: AD 6         | 3 آنات    | مثقب   |
| طابع بريدي من سلسة الداو. لون الطابع رمادي أزرق.   |             | 1 أبريل 1937       | Mi: AD 7         | 3½ آنات   | مثقب   |
| طابع بريدي من سلسة الداو. لون الطابع أرجواني شاحب. |             | 1 أبريل 1937       | Mi: AD 8         | 8 آنات    | مثقب   |
| طابع بريدي من سلسة الداو. لون الطابع بني داكن.     |             | 1 أبريل 1937       | Mi: AD 9         | 1 روبية   | مثقب   |
| طابع بريدي من سلسة الداو. لون الطابع اصفر.         |             | 1 أبريل 1937       | Mi: AD 10        | 2 روبية   | مثقب   |
| طابع بريدي من سلسة الداو. لون الطابع بنفسجي داكن.  |             | 1 أبريل 1937       | Mi: AD 11        | 5 روبيات  | مثقب   |
| طابع بريدي من سلسة الداو. لون الطابع اخضر زيتوني.  |             | 1 أبريل 1937       | Mi: AD 12        | 10 روبيات | مثقب   |
| طابع بريدي من سلسة الداو. لون الطابع اخضر داكن.    |             | 1 أبريل 1937       | Mi: AD 2         | 9 باي     | مثقب   |

#### إصدارات تتويج الملك جورج السادس
توِج جورج السادس وزوجته إليزابيث ملكًا وملكة للمملكة المتحدة ودومينيون الكومنولث البريطاني، وإمبراطورًا وإمبراطورة للهند في دير وستمنستر، لندن، في 12 مايو 1937. اعتلى جورج السادس العرش بعد تنازل شقيقه إدوارد الثامن عن العرش في 11 ديسمبر 1936، على الرغم من أن عهد العاهل البريطاني يبدأ عند خلافة العرش، فإن مراسم التتويج تمثل تنصيبهم الرسمي. في عام 1937 نظمت لجنة التتويج الاحتفال،
| الوصف                                      | صورة الطابع | تاريخ طرحه للتداول | رموز دليل الطابع | القيمة |
| ------------------------------------------ | ----------- | ------------------ | ---------------- | ------ |
| طابع بريدي للتتويج, لون الطابع بني داكن.   |             | 12 مايو 1937       | Mi: AD 13        | 1 آنا  |
| طابع بريدي للتتويج, لون الطابع أزرق فاتح.  |             | 12 مايو 1937       | Mi: AD 14        | 2½ آنا |
| طابع بريدي للتتويج, لون الطابع رمادي أزرق. |             | 12 مايو 1937       | Mi: AD 14        | 3½ آنا |

### قائمة إصدارات الطوابع البريدية في عدن لسنة 1939
تميزت إصدارات الملك جورج السادس في عدن بصور لأماكن واحداث مختلفة على الطابع البريدي. ابرزها صورة جامع العيدروس أو جامع أبو بكر العيدروس (890 هـ): يعدّ من أقدم وأبرز المساجد التاريخية والإسلامية. يقع في شارع العيدروس في منطقة كريتر بمدينة عدن. وهو أحد المساجد الرئيسية في المدينة. سُمي باسم من أشرف على بنائه أبو بكر بن عبد الله العيدروس. عند قدومه إلى عدن استقر فيها, أول عمل له هو بناء المسجد وجعله مكاناً للتدريس ومناقشة العلم ومدارسته، كما يجمع التبرعات وتوزيعها على الفقراء والمساكين. اشتهر بعلمه الواسع بين الناس، فأصبح له الكثير من التلاميذ، وذاع صيته ليس في عدن وحسب وإنما خارجها أيضاً. قبره موجود إلى الشمال من المسجد
كما حملت بعض فئات الطابع البريدي صورة ميناء عدن وهو إحد الموانئ البحرية الرئيسية والهامة بمنطقة خليج عدن، الذي يقع بمدينة عدن في اليمن.
وظهر على 1 روبية و1½ آنه صورة الدَّهْو أو الداو, سفينة شراعية عربية تقليدية ذات شراع مثلث واحد أو أكثر تُستخدم بشكل أساسي على سواحل بحر العرب وشرق إفريقيا.
كما حصلت مدينة المكلا على طابعها في إصدارات الملك جورج السادي وهي عاصمة إقليم حضرموت. المكلا في اللغة العربية تعني المرسى أو الميناء، والمكلأ -بالهمز- يعني الموقع الذي تُكلأ فيه السفن من العواصف البحرية، والرياح الشديدة، وهو ما ينطبق على بحر ساحل المكلا الذي يبتعد عن هيجان البحر العاصف، فهو خالٍ من الزوابع والعواصف.
بعد مرور 100 سنة على احتلال عدن أصدرت بريطانيا طابعين بريدين احياء لذكرى احتلال مدينة عدن والسيطرة على قلعة صيرة واخذت فكرة الطابع من الرسمة التي رسمها ج.س.راندل (J. S. Rundle) ضابط من البحرية البريطانية شارك بحملة احتلال عدن والهجوم على القلعة.
صدرت الطوابع بالفئات التالية:
- ½ آنه هندية
- ¾ آنه هندية
- 1آنه هندية
- 1½ آنه هندية
- 2 آنه هندية
- 2½ آنه هندية
- 3 آنه هندية
- 8 آنه هندية
- 1 روبية
- 2 روبية
- 5 روبية
- 10 روبية

| #  | الوصف | صورة الطابع | تاريخ طرحه للتداول | رموز دليل الطابع | القيمة    | كمية الإصدار |
| -- | --- | ----------- | ------------------ | ---------------- | --------- | ------------ |
| 1  | طابع بريدي في عدن, من إصدارات الملك جورج السادس. يظهر على الطابع صورة الملك جورج السادس وصورة مسجد العيدروس. لون الطابع اخضر مصفر. حالة الطابع مثقب.           |             | 19يناير 1939       | Mi: AD 16a       | ½ آنه     | 45,000       |
| 2  | يظهر على الطابع صورة الملك جورج السادس وصورة جندي يمتطي جملًا من فيلق الجمال العدني، الجمل العربي. لون الطابع الأحمر البني. حالة الطابع مثقب.                   |             | 19يناير 1939       | Mi: AD 17        | ¾ آنه     | 45,000       |
| 3  | يظهر على الطابع صورة الملك جورج السادس وصورة ميناء عدن. لون الطابع أزرق شاحب. حالة الطابع مثقب.                                                                |             | 19يناير 1939       | Mi: AD 18        | 1 آنه     | 45,000       |
| 4  | يظهر على الطابع صورة الملك جورج السادس وصورة الداو العدني, وهي سفينة شراعية عربية تقليدية ذات شراع مثلث واحد أو أكثر. لون الطابع قرمزي. حالة الطابع مثقب       |             | 19يناير 1939       | Mi:AD 19         | 1½ آنه    | 5,000,000    |
| 5  | يظهر على الطابع صورة الملك جورج السادس وصورة مسجد العيدروس. لون الطابع بني داكن. حالة الطابع مثقب.                                                             |             | 19يناير 1939       | Mi: AD 20        | 2 آنه     | 45,000       |
| 6  | يظهر على الطابع صورة الملك جورج السادس و مدينة المكلا. لون الطابع ياقوتي العميق. حالة الطابع مثقب.                                                             |             | 19يناير 1939       | Mi: AD 21        | 2½ آنه    | 5,000,000    |
| 7  | يظهر على طابع صورة الملك جورج السادس وسفينة الاحتلال البريطاني رسمها الضابط راندال في ميناء عدن. لون الطابع يني داكن/ قرمزي. حالة الطابع مثقب.                 |             | 19يناير 1939       | Mi: AD 22        | 3 آنه     | 5,000,000    |
| 8  | يظهر على الطابع صورة الملك جورج السادس و مدينة المكلا. لون الطابع احمر برتقالي. حالة الطابع مثقب.                                                              |             | 19يناير 1939       | Mi: AD 23        | 8 آنه     | 5,000,000    |
| 9  | يظهر على الطابع صورة الملك جورج السادس وصورة الداو العدني, وهي سفينة شراعية عربية تقليدية ذات شراع مثلث واحد أو أكثر. لون الطابع اخضر زمردي. حالة الطابع مثقب. |             | 19يناير 1939       | Mi: AD 25        | 1 روبية   | 45,000       |
| 10 | يظهر على الطابع صورة الملك جورج السادس وصورة ميناء عدن. لون الطابع أرجواني و الازرق العميق. حالة الطابع مثقب.                                                  |             | 19يناير 1939       | Mi: AD 26        | 2 روبية   | 5,000,000    |
| 11 | يظهر على الطابع صورة الملك جورج السادس وصورة جندي يمتطي جملًا من فيلق الجمال العدني، الجمل العربي. لون الطابع اخضر زيتوني والاحمر البني. حالة الطابع مثقب.      |             | 19يناير 1939       | Mi:AD 27,        | 5 روبيات  | 45,000       |
| 12 | يظهر على طابع صورة الملك جورج السادس وسفينة الاحتلال البريطاني رسمها الضابط راندال في ميناء عدن. لون الطابع بنفسجي/ يني داكن. حالة الطابع مثقب.                |             | 19يناير 1939       | Mi: AD 28        | 10 روبيات | 5,000,000    |

#### أنظر أيضًا
- عدن
- تاريخ اليمن
- طابع بريدي